# Entrée de Charles VIII à Naples, 12 mai 1495
L'Entrée de Charles VIII à Naples, 12 mai 1495 est un tableau de Éloi Firmin Féron, peint en 1837. Il s'agit de l'une des œuvres visibles dans la galerie des batailles, au château de Versailles, en France.

## Description
L'Entrée de Charles VIII à Naples est une huile sur toile, de 4,65 m de haut sur 5,43 m de long. Elle représente une scène de l'entrée de Charles VIII à Naples, en 1495.

## Localisation
L'œuvre est située dans la galerie des batailles, dans le château de Versailles. Les toiles de la galerie étend disposées par ordre chronologique, elle est placée entre celles représentant la bataille de Castillon (1453) et la bataille de Marignan (1515).

## Historique
En 1833, le roi Louis-Philippe, au pouvoir depuis 3 ans, décide de convertir le château de Versailles en musée historique de la France. La galerie des batailles est inaugurée en 1837. 33 toiles monumentales y sont disposées, dépeignant des épisodes militaires de l'histoire de France.
Éloi Firmin Féron peint la toile en 1837.